# デュース・ビガロウ、激安ジゴロ!?
『デュース・ビガロウ、激安ジゴロ!?』（Deuce Bigalow: Male Gigolo）は、『ビッグ・ダディ』の製作チームが贈る、1999年にアメリカで公開されたコメディ映画。
ゆうばり国際ファンタスティック映画祭2001、「ファンタスティック・ビデオ・フェスティバル部門」において審査員特別賞受賞。

## ストーリー
主人公デュース・ビガロウは、プロの水槽清掃員で熱帯魚オタク。ある日、ジゴロのアントワンが住む超豪邸の留守番を依頼されるが、豪邸を探索しているうちに高価な水槽を壊してしまう。弁償する金もないデュースは、アントワンあてにかかってきた電話を取り、弁償代を捻り出すためにアントワンに成り代わってジゴロ業を引き受けることに。
クライアントは太りすぎて動けないジャバ、発作的に下品な言葉を発するルースなど、コンプレックスを持ち普通の恋ができない女性ばかりだったが、彼女たちを性的快楽などではなく自信を持たせることで満足させ、ジゴロ稼業は大盛況。
ところが、友人のお節介な依頼により女子大生ケイトに出会ったデュースは仕事を忘れて本気で好きになってしまう。

## 出演
※括弧内は日本語吹替
- デュース・ビガロウ - ロブ・シュナイダー（堀内賢雄）
- チャック・ファウラー警部 - ウィリアム・フォーサイス（中田和宏）
- アントワン・ラコンテ - オデッド・フェール（大塚明夫）
- ボブ・ビガロウ - リチャード・リール（藤本譲）
- T・J・ヒックス - エディ・グリフィン（檀臣幸）
- ケイト - アリヤ・バレイキス（小林優子）
- ルース - エイミー・ポーラー（真山亜子）
- クレア - ゲイル・オグレイディ
- ジャバルディ - ビッグ・ボーイ（郷里大輔）
- ティナ - トーステン・フォーゲス（塩田朋子）

## スタッフ
- 監督 - マイク・ミッチェル
- 脚本 - ハリス・ゴールドバーグ、ロブ・シュナイダー
- 製作総指揮 - アダム・サンドラー、ジャック・ジャラプト
- 製作 - シドニー・ゲイニス、バリー・ベルナルディ
- 撮影 - ピーター・ライオンズ・コリスター
- 音楽 - テディ・カステルッチ
- プロダクション・デザイナー - アラン・アウ